# Men mest av allt vill jag hångla med nån: Linda Skugges dagbok 91–93
Men mest av allt vill jag hångla med nån: Linda Skugges dagbok 91-93 är en bok utgiven 2004, skriven av Linda Skugge. Det är författarens dagbok från hennes sista år i gymnasieskolan.